# Vöröscsőrű nyűvágó
A vöröscsőrű nyűvágó (Buphagus erythrorhynchus) a madarak (Aves) osztályának verébalakúak (Passeriformes) rendjébe, ezen belül a nyűvágófélék (Buphagidae) családjába tartozó faj.

## Előfordulása
Angola, Botswana, a Dél-afrikai Köztársaság, Etiópia, Kenya, a Kongói Demokratikus Köztársaság, Malawi, Mozambik, Namíbia, Szomália, Dél-Szudán, Tanzánia, Zambia területén honos.

## Alfajai
- Buphagus erythrorhynchus angolensis
- Buphagus erythrorhynchus archeri
- Buphagus erythrorhynchus bestiarum
- Buphagus erythrorhynchus caffer
- Buphagus erythrorhynchus invictus
- Buphagus erythrorhynchus scotinus

## Megjelenése
Fölül olajbarna, a fej oldalai, az áll és a torok világosabb, alul világos rozsdásbarna; evezőtollai és alsó szárnyfedői sötétbarnák. Szeme és csupasz szemgyűrűje aranysárga.

## Életmódja
A nyűvágó kisebb 6–8 egyedből álló csoportban látható, kizárólag nagyobb emlősállatok közelségében. Nyomon követi a legelő marha- és tevecsordákat, egyes állatokra rá is szállnak, többnyire ugyanarra a kiválasztott állatra. Az elefántoknál, orrszarvúaknál, kafferbivalyoknál és antilopoknál ugyanazt a szolgálatot teljesítik, mint a gulyáknál. A gulyából kiváltképp azokat az állatokat keresik ki, melyek sebekkel vannak borítva, ezáltal magukhoz vonzzák a legyeket. A nyűvágókat a különböző bögölyöknek az állatok bőre alá furakodott álcái és a vérrel teleszítt kullancsok vonzzák oda. Sebesült lovak, szamarak vagy tevék, melyek sebei gyógyulóban vannak, lehetőleg szabadulni akarnak a nyűvágóktól, vagy gyors futás, vagy a bőr rángatódzása, farkukkal való csapkodás által, vagy a földön való hempergéssel, többnyire azonban eredménytelenül. Valószínűleg igen érzékenyen meg is kínozzák őket, sőt talán a sebek gyógyulását is hátráltathatják.
A nyűvágó csupán az állatokban bízik; az emberrel szemben rendkívül óvatos. Ha az ember közeledik, különösen ha idegen az illető, akkor az állaton csimpaszkodó egész társaság hirtelen felkúszik az állat hátának gerincére, ott jól megkapaszkodik, és óvatosan figyeli a jövevény közeledtét, szárnyát szétterjesztve, gyakran meglehetős távolságra repül, és nagy ívben ismét visszatér. Hogy a vadon élő állatok a nyűvágók figyelmeztetését lassanként megszokják, az igen érthető.
|  |  |